# راند ماونتین (کالیفرنیا)
راند ماونتین (به انگلیسی: Round Mountain) یک منطقهٔ مسکونی در ایالات متحده آمریکا است که در شهرستان شاستا، کالیفرنیا واقع شده‌است. راند ماونتین ۴٫۳۶۰ کیلومتر مربع مساحت و ۱۵۵ نفر جمعیت دارد و ۶۳۵ متر بالاتر از سطح دریا واقع شده‌است.